# Camilo Hurtado de Amézaga
Camilo Hurtado de Amézaga y Balmaseda (Madrid, 1827-Sevilla, 1888) fue un industrial vinícola, periodista, librepensador y aristócrata español, vi marqués del Riscal.

## Biografía
Habría nacido en Madrid en 1827. Era descendiente del general Baltasar Hurtado de Amezaga que comandó las tropas borbónicas en la batalla de Almansa. Fue hijo de Guillermo Hurtado, estudió en París y Burdeos, ejerciendo como agregado en la embajada de Londres. Recibió el encargo de la Diputación Foral de Álava de contratar a un enólogo que, yendo a La Rioja Alavesa, pudiera enseñar a los cosecheros de la comarca las técnicas empleadas en el Médoc, para producir vinos según el sistema francés. Así, el Marqués contactó con Jean Pineau, que tenía las bodegas del Château Lanessan, con quien firmó, representando a la Diputación un contrato para asesorar a los productores alaveses. Seguidamente, Hurtado envió a la Rioja Alavesa "nueve mil sarmientos de toda garantía", de los tipos Cabernet sauvignon, Merlot, Malbec y Pinot noir, los más finos que se cultivaban en Francia, para experimentar en sus viñedos, donde hasta entonces Tempranillo y Graciano era lo que se cultivaba.
Recibió los títulos de tercer marqués del Riscal, conde de Villaseñor y Maestrante de Zaragoza.
Tras abundantes viajes por toda Europa, heredó las bodegas Elciego y Torrea, de cincuenta y cinco hectáreas, de manos su padre, que administró desde Madrid. Es considerado el fundador de las bodegas Marqués de Riscal.
Durante su formación cultural se especializó en la enología y aplicó dichos conocimientos para modernizar e industrializar la producción de vino, llevándola a niveles de producción y calidad comparables a las de Burdeos y Borgoña.
Fundador del periódico El Día, de talante liberal, escribía frecuentemente en él. Falleció el 14 de marzo de 1888 en Sevilla.
Existe una calle en Bilbao con su nombre y otra en el barrio de Salamanca, en Madrid .